# اکراس پونا
اکراس پونا (نام علمی: Plegadis ridgwayi) نام یک گونه از زیرخانواده اکراس است. این گونه در آرژانتین، بولیوی، شیلی و پرو دیده میشود.

## نگارخانه

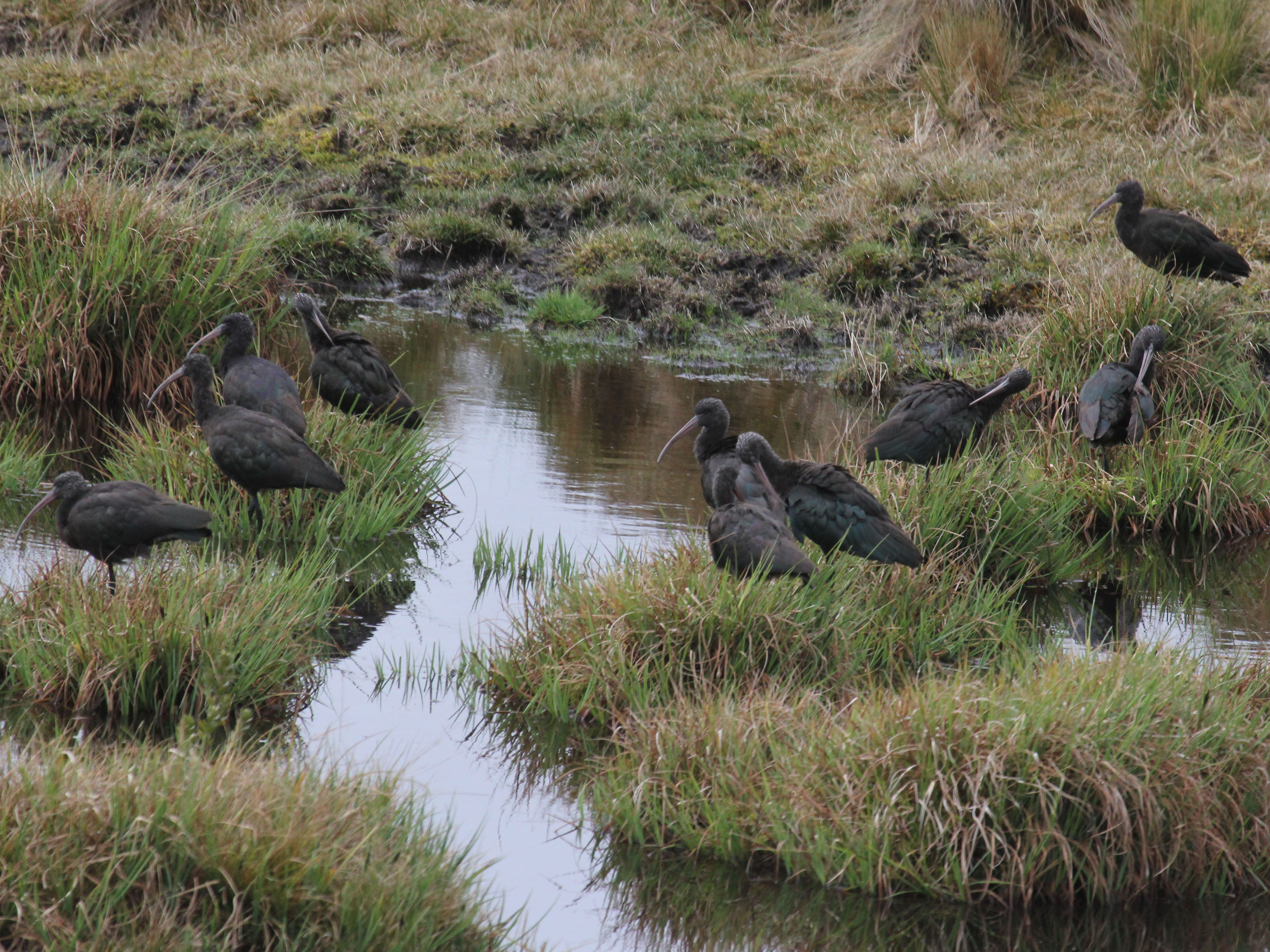